# フォーキア郡 (バージニア州)
フォーキア郡（英: Fauquier County、[fɔːˈkɪər]）は、アメリカ合衆国バージニア州の北部に位置する郡である。2010年国勢調査での人口は65,203人であり、2000年の55,139人から18.3%増加した。郡庁所在地はウォーレントン町（人口9,611人）であり、同郡で人口最大の町でもある。
フォーキア郡はワシントン大都市圏に属している。バージニアのワインと馬の中心地であり、農業の歴史が豊富で、現在も残っている。2011年時点で、アメリカ国内では収入の高い郡第8位になっている。

## 歴史

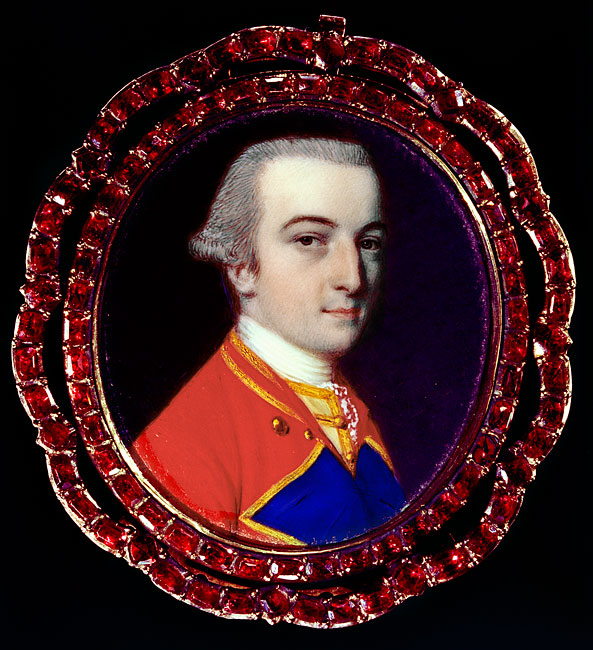
フランシス・フォーキアの肖像画、郡名の由来となっている

フォーキア郡となった地域にヨーロッパ人が入ってきた時、スー語族マナホーク族の中の小部族ウォンケンティア族が住んでいた。1670年頃にイロコイ連邦のセネカ族に追い出された。セネカ族はこの地域に定住しなかった。1697年から1699年の短期間コノイ族がザ・プレーンズに入っていた。イロコイ連邦の6部族は1722年のオルバニー条約でフォーキアを含む全地域をバージニア植民地に譲渡した。
フォーキア郡は1759年5月1日にプリンスウィリアム郡から分離して設立された。郡名は当時バージニア植民地副総督だったフランシス・フォーキアに因んで名付けられた。フォーキアは伝説に拠ればポーカーで土地を取得したと言われている。
郡内で起きた南北戦争の戦闘としては、第一次ラッパハノック・ステーションの戦い、サラフェアギャップの戦い、ケリーズフォードの戦い、アルディーの戦い、ミドルバーグの戦い、アッパービルの戦い、第一次と第二次オーバーンの戦い、バックランドミルズの戦い、第二次ラッパハノック・ステーションの戦いがあった。
フォーキア郡は2009年に、年間を通じた行事で創設250周年を祝った。最初は2月にアフリカ系アメリカ人歴史協会が黒人歴史月間を祝った。5月1日、メインストリートを招待客や住民が埋め、歴史家、実演、芸能、コンテスト、参加型行事、講義、子供のコーナー、生演奏などの娯楽を楽しむグランドイベントとなった。フォーキア食品分配同盟がバースデーケーキを積み上げ、配った。南軍の戦場跡など歴史探索ツアーがあった。地元の多くの教会が帰郷の催しで参加した。この祭りは12月31日のファーストナイト・ウォーレントンで終わった。この家族向け行事ではミュージカル公演、人形劇と奇術が出た。

## 地理

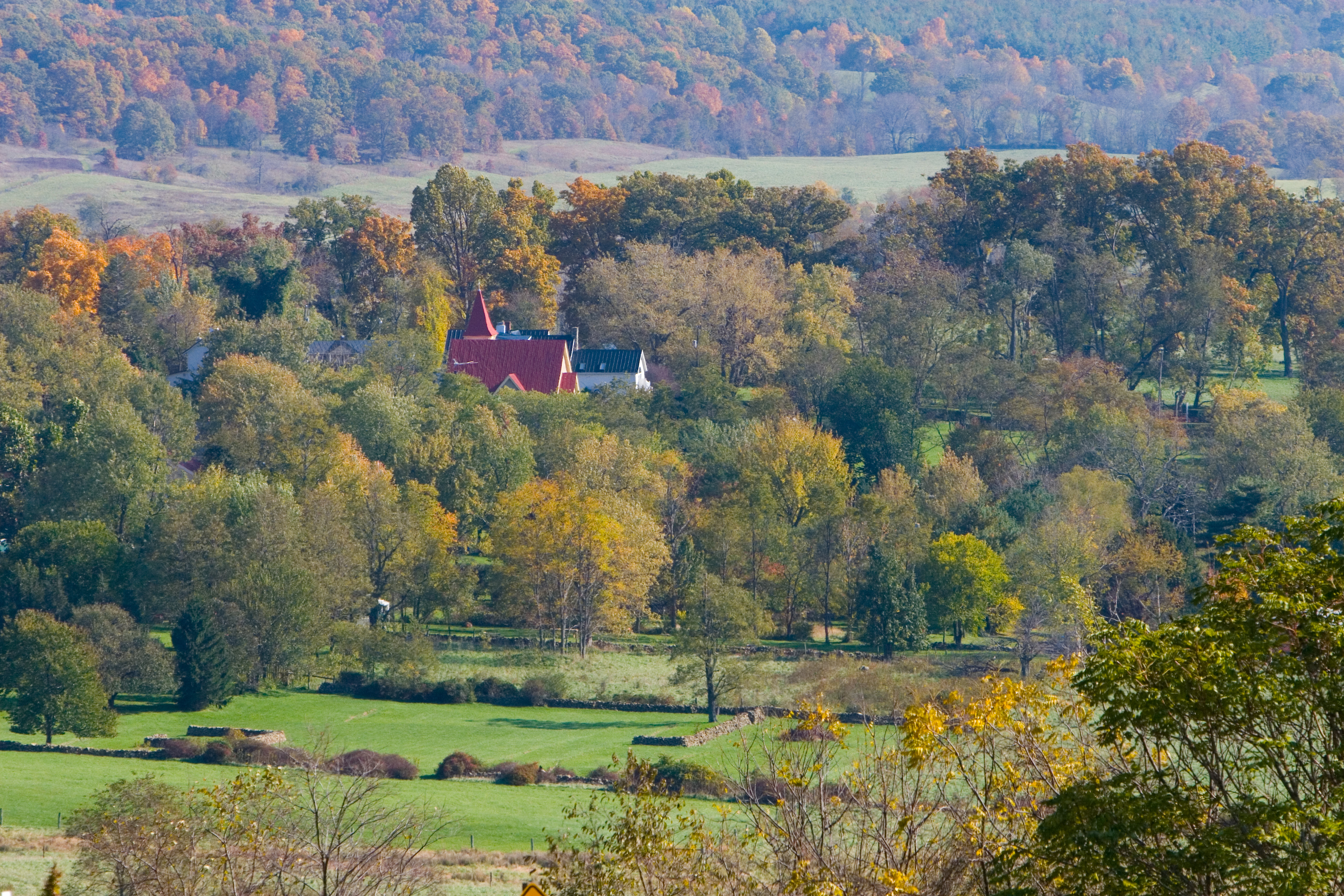
デラプレーン近くの風景

アメリカ合衆国国勢調査局に拠れば、郡域全面積は651平方マイル (1,686.1 km2)であり、このうち陸地650平方マイル (1,683.5 km2)、水域は2平方マイル (5.2 km2)で水域率は0.26%である。

### 主要高規格道路
- 州間高速道路66号線
- アメリカ国道15号線
- アメリカ国道17号線
- アメリカ国道29号線
- アメリカ国道50号線
- アメリカ国道211号線
- バージニア州道28号線
- バージニア州道55号線
- バージニア州道245号線

### 隣接する郡
- クラーク郡 - 北
- ラウドン郡 - 北
- プリンスウィリアム郡 - 東
- スタフォード郡 - 南東
- カルペパー郡 - 南西
- ラッパハノック郡 - 西
- ウォーレン郡 - 北西

## 人口動態
以下は2000年国勢調査による人口統計データである。
| 基礎データ - 人口: 55,139人 - 世帯数: 19,842 世帯 - 家族数: 15,139 家族 - 人口密度: 33人/km2（85人/mi2） - 住居数: 21,046軒 - 住居密度: 13軒/km2（32軒/mi2） 人種別人口構成 - 白人: 88.39% - アフリカン・アメリカン: 8.79% - ネイティブ・アメリカン: 0.26% - アジア人: 0.59% - 太平洋諸島系: 0.03% - その他の人種: 0.60% - 混血: 1.33% - ヒスパニック・ラテン系: 2.02% 年齢別人口構成 - 18歳未満: 26.8% - 18-24歳: 6.4% - 25-44歳: 30.3% - 45-64歳: 26.0% - 65歳以上: 10.5% - 年齢の中央値: 38歳 - 性比（女性100人あたり男性の人口） - 総人口: 97.7 - 18歳以上: 95.4 | 世帯と家族（対世帯数） - 18歳未満の子供がいる: 36.1% - 結婚・同居している夫婦: 63.8% - 未婚・離婚・死別女性が世帯主: 8.6% - 非家族世帯: 23.7% - 単身世帯: 18.7% - 65歳以上の老人1人暮らし: 6.2% - 平均構成人数 - 世帯: 2.75人 - 家族: 3.14人 収入と家計 - 収入の中央値 - 世帯: 61,999米ドル（2011年では93,762米ドル） - 性別 - 男性: 45,484米ドル - 女性: 31,738米ドル - 人口1人あたり収入: 28,757米ドル - 貧困線以下 - 対人口: 5.4% - 対家族数: 3.7% - 18歳未満: 4.7% - 65歳以上: 8.7% |

フォーキア郡は田園と農業地帯である。幾らか工業があるが、最大雇用主は郡政府と病院である。2000年国勢調査で、住人の47%が郡外に就職していた。

## 町

### 法人化自治体
- レミントン
- ザ・プレーンズ
- ウォーレントン - 郡庁所在地
- マーシャル

### 未編入の町
| - エアリー - ビールトン - ベルミード - ベルボア - ブリスターズバーグ - ブロードラン - カルバートン - カサノバ - カトレット - デラプレーン | - エルクラン - ジャーマンタウン - ゴールドバイン - ハーフウェイ - ヒューム - リンデン - マーカム - ミッドランド - モリスビル | - ニューボルチモア - オールドタバーン - オパール - オーリアン - パリス - レクタータウン - サマービル - サマーダック - アッパービル |

## 教育

### 高校
- フォーキア高校
- リバティ高校
- サウスイースタン・オールターナティブ・スクール
- ケトルラン高校[7]
- マウンテンビスタ・ガバナーズスクール

### 高等教育機関
- ロードフェアファックス・コミュニティカレッジ
- ソープ・ハウス成人学習センター

## 著名な出身者
- ターナー・アシュビー、フォーキア郡生まれ、南北戦争の南軍の将軍[8]
- ウォルター・クライスラー・ジュニア、自動車開発者の息子、郡内のノースウェールズ農園を所有
- ロバート・デュヴァル、俳優、ザ・プレーンズで農園を所有
- エッパ・ハントン、アメリカ合衆国下院議員、同上院議員、ウォーレントンに生まれ、住んだ
- ジョン・マーシャル、フォーキア郡生まれ、アメリカ合衆国最高裁判所首席判事
- ポール・メロン、慈善事業家, アメリカ競馬名誉の殿堂博物館より「ホースマンの模範」として選出、ロークビー農園を所有
- ジョン・モスビー、ウォーレントンに住んだ、南北戦争の南軍でゲリラ戦と騎兵を指揮、ウォーレントン墓地に埋葬
- ウィラード・スコット、NBCの番組トゥデイの司会者、郡内のパリスに住んでいる